# 斯特凡·默尔维
斯特凡·默尔维（丹麥語：Stephan Mølvig，1979年2月13日—），丹麦男子赛艇运动员。他曾代表丹麦参加2004年夏季奥林匹克运动会赛艇比赛，获得男子轻量级四人单桨无舵手金牌。